# 横浜市立谷本中学校

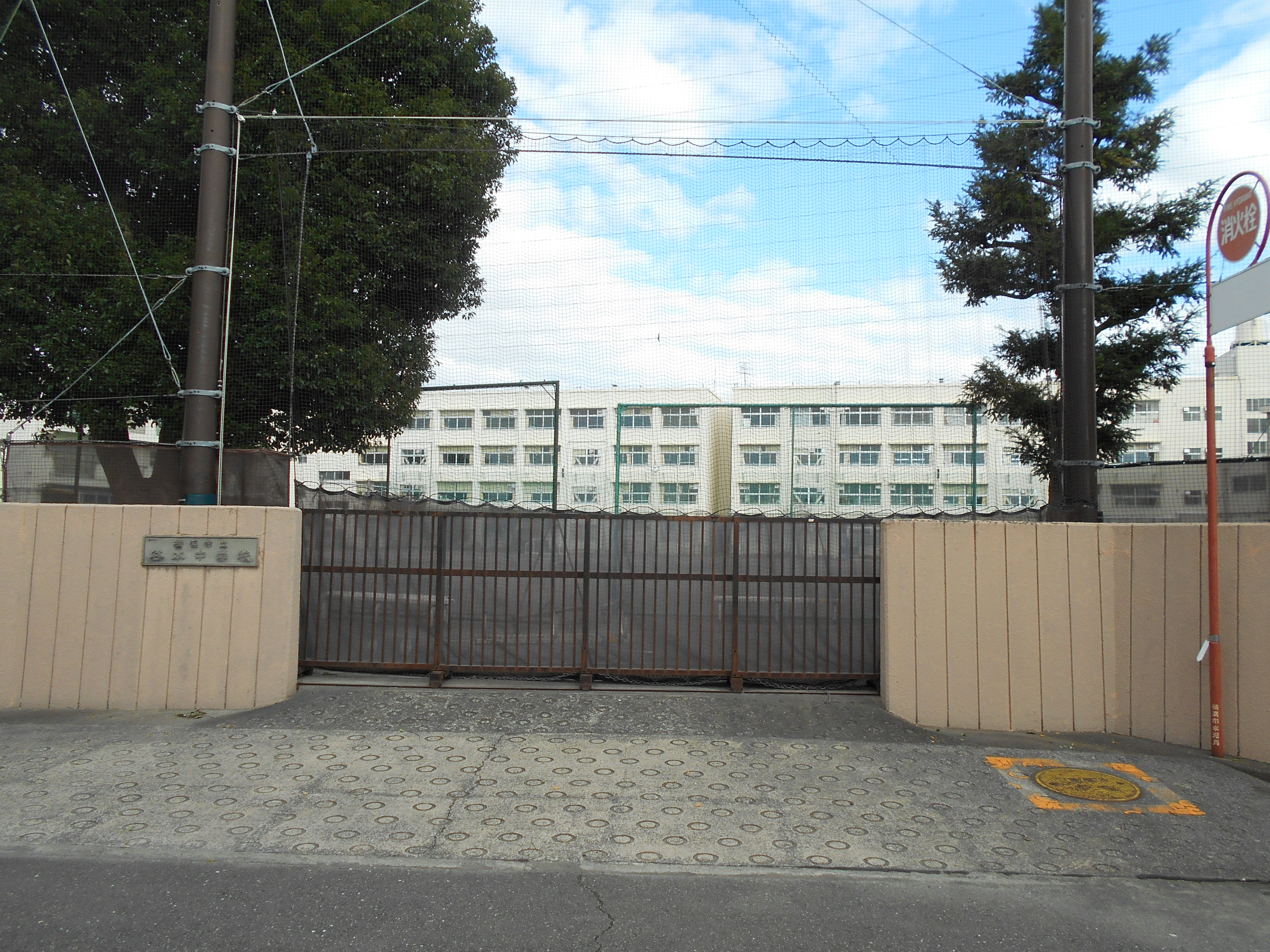

横浜市立谷本中学校（よこはましりつやもとちゅうがっこう）は、神奈川県横浜市青葉区梅が丘にある公立中学校。

## 概要
- 開校日 1947年5月1日
- 教育目標 『素敵にcommunication!!　自分が輝く、みんなも輝く、谷本中学校』
- 2018年度には、サッカー部が区大会準優勝。ソフトボール部が県大会3位という成績を残している。

## 行事
- 4月 入学式
- 5月 体育祭、遠足、自然教室、修学旅行
- 10月 PTAバザー、合唱コンクール、生徒会選挙
- 2月 百人一首大会
- 3月 卒業式、球技大会

## 主な進学高校
2005年度からの学区撤廃以前は『横浜北部学区』に属していた。
旧学区内の県立高校は、
- 神奈川県立市ヶ尾高等学校
- 神奈川県立荏田高等学校
- 神奈川県立川和高等学校
- 神奈川県立霧が丘高等学校
- 神奈川県立新栄高等学校
- 神奈川県立田奈高等学校
- 神奈川県立白山高等学校
- 神奈川県立元石川高等学校

となっている。

## 著名な卒業生
- 大竹秀之（バレーボール選手）
- 阿部嵩（プロサッカー選手・柏レイソル）
- 大前元紀（プロサッカー選手・清水エスパルス)
- 内野航太郎 (プロサッカー選手・ブレンビーIF)
- 高木晋哉（お笑い芸人・ジョイマン）
- 池谷和志（お笑い芸人・ジョイマン）
- 秦基博（シンガーソングライター）
- ヨースケ@HOME（シンガーソングライター）
- 徳永友一（脚本家）
- 漆谷康宏（総合格闘家）
- 重野滉人（俳優）